# Fatiha Targhaoui
Fatiha Targhaoui (en arabe : فتيحة ترغوي), née le 27 février 1966, est une joueuse marocaine de sport-boules. 

## Biographie
Fatiha Targhaoui remporte la médaille d'or en tir de précision lors des Jeux mondiaux de 2005 à Duisbourg,.